# لويس فرناندو خاراميو كوريا
لويس فرناندو خاراميو كوريا هو مهندس ومهندس مدني ودبلوماسي وسياسي كولومبي، ولد في 24 يوليو 1935 في بارانكيا في كولومبيا، وتوفي في 23 نوفمبر 2011 في بوغوتا في كولومبيا. نشط حزبياً في الحزب الليبرالي الكولومبي. وقد انتخب وزير خارجية كولومبيا ‏.